# Possiólok
Un possiólok (en rus: посёлок) és un dels tipus de localitat de Rússia, Belarús, Ucraïna i el Kazakhstan. En català es pot traduir normalment per poble o vila.
A diferència d'altres poblacions, un possiólok es refereix a un assentament de tipus rural, tot i que en les legislacions russa i ucraïnesa no hi ha cap definició precisa per diferenciar el possiólok d'un seló (poble).
És una població molt petita que pertany a una de més gran (sovint una stanitsa, però també pot pertànyer a un possiólok més gran), i sovint es troba a prop de municipis grans, o de zones industrials.
Durant l'època soviètica, cadascuna de les repúbliques de la Unió Soviètica, inclosa la RSFS russa, tenia els seus propis documents legislatius que tractaven de la classificació de les localitats habitades. Després de la dissolució de la Unió Soviètica, la tasca de desenvolupar i mantenir aquesta classificació a Rússia es va delegar als súbdits federals. Tot i que actualment hi ha certes peculiaritats de les classificacions utilitzades en moltes assignatures federals, totes encara es basen en gran manera en el sistema utilitzat a la RSFSR. En tots els subjectes federals, les localitats habitades es classifiquen en dues grans categories: urbanes i rurals. Les divisions addicionals d'aquestes categories varien lleugerament d'un tema federal a un altre, però totes segueixen tendències comunes descrites a continuació.